# Giuseppe Lepori
Pour les articles homonymes, voir Lepori.
Giuseppe Lepori, né le 2 juin 1902 à Massagno (originaire de Lopagno) et mort le 6 septembre 1968 à Seravezza, est une personnalité politique suisse, membre du Parti conservateur-chrétien social.
Il est conseiller fédéral de 1955 à 1959, à la tête du Département des postes et des chemins de fer.

## Biographie
Giuseppe Lepori étudie à l'Université de Fribourg, où il obtient une licence en droit en 1925.
Il est président du parti conservateur démocratique tessinois de 1945 à 1954.
De 1955 à 1959, il est à la tête du Département des postes et des chemins de fer.